# Рустам Миниханов
Рустам Нургалиевич Миниханов (на руски: Рустам Нургалиевич Минниханов, на татарски: Рөстәм Нургали улы Миңнеханов) е руски политик, 2-ри президент на Татарстан (от 25 март 2010 година) и 3-ти министър-председател на републиката.

## Биография
Рустам Миниханов е роден на 1 март 1957 година в село Нови Ариш, Рибно-Слободски район, ТАССР, РСФСР, СССР. През 1978 година завършва Казанския земеделски институт по специалност Механизация на селското стопанство. През 1986 година завършва Казанския филиал на Московския институт на съветската търговия.
|  | Тази страница частично или изцяло представлява превод на страницата „Минниханов, Рустам Нургалиевич“ в Уикипедия на руски. Оригиналният текст, както и този превод, са защитени от Лиценза „Криейтив Комънс – Признание – Споделяне на споделеното“, а за съдържание, създадено преди юни 2009 година – от Лиценза за свободна документация на ГНУ. Прегледайте историята на редакциите на оригиналната страница, както и на преводната страница, за да видите списъка на съавторите. ВАЖНО: Този шаблон се отнася единствено до авторските права върху съдържанието на статията. Добавянето му не отменя изискването да се посочват конкретни източници на твърденията, които да бъдат благонадеждни. |